# Режес, Фернандо Франсиско
Ферна́ндо Франси́ско Ре́жес (порт.-браз. Fernando Francisco Reges; род. 25 июля 1987[…], Алту-Параизу-ди-Гояс) — бразильский футболист, опорный полузащитник.

## Клубная карьера

### «Порту»
В июне 2007 года Фернандо перешёл в «Порту» из клуба бразильской Серии С «Вила-Нова», подписав с «драконами» пятилетний контракт. Однако сезон 2007/08 молодой бразилец провёл в аренде в клубе «Эштрела» из Амадоры.
В сезоне 2008/09, вернувшись в «Порту», Фернандо наряду с Раулем Мейрелишем и Лучо Гонсалесом стал ключевым игроком команды, выиграв свой первый в карьере трофей — чемпионат Португалии.
В летнее трансферное окно перед сезоном 2013/14 стал игроком английского клуба «Манчестер Сити» и получил номер 6.

## Достижения
«Вила-Нова»
- Лига Гояно: 2005

«Порту»
- Чемпион Португалии (4): 2008/09, 2010/11, 2011/12, 2012/13
- Обладатель Кубка Португалии (2): 2009/10, 2010/11
- Обладатель Суперкубка Португалии (5): 2009, 2010, 2011, 2012, 2013
- Победитель Лиги Европы УЕФА: 2010/11
- Обладатель Кубка португальской лиги (2): 2009/10, 2012/13
- Финалист Суперкубка УЕФА: 2011

«Манчестер Сити»
- Обладатель Кубка английской лиги: 2015/16

«Галатасарай»
- Чемпион Турции (2): 2017/18, 2018/19
- Обладатель Кубка Турции: 2018/19

«Севилья»
- Победитель Лиги Европы УЕФА (2): 2019/20, 2022/23